# Holger Osieck
Holger Osieck (Homberg, 31 agosto 1948) è un allenatore di calcio ed ex calciatore tedesco.

## Carriera

### Calciatore
Da giocatore militò nelle file di Schalke 04, Eintracht Gelsenkirchen, SSV Hagen, 1. FC Mülheim e 1. FC Bocholt, senza mai giocare in Bundesliga. Verso la fine della carriera andò in Canada per giocare con i Vancouver Whitecaps.

### Allenatore
Terminata l'attività agonistica, nel 1977 Osieck allenò i Vancouver Whitecaps e poi divenne assistente di Franz Beckenbauer, CT della Germania che vinse il campionato del mondo 1990 in Italia.  Allenò poi Bochum, Fenerbahçe S.K. (Turchia), Urawa Red Diamonds (Giappone) e Kocaelispor (Turchia) e nel 1999 assunse l'incarico di commissario tecnico del Canada, che guidò al successo nella CONCACAF Gold Cup 2000. I componenti della selezione canadese furono soprannominati Holger's Heroes ("Gli Eroi di Holger"), adattamento del titolo dello show televisivo Hogan's Heroes.
Tra il 2004 e il 2006 Osieck lavorò per la FIFA come capo dell'area tecnica. Nel 2007 è tornato sulla panchina degli Urawa Reds, con cui ha vinto l'AFC Champions League 2007. Ha poi guidato la squadra al terzo posto nella Coppa del mondo per club FIFA 2007, ma il 16 marzo 2008 è stato sollevato dall'incarico dopo un negativo inizio in campionato.
L'11 agosto 2010 viene nominato CT della nazionale australiana. Dopo aver ottenuto la qualificazione a giugno 2013 per il Campionato Mondiale di calcio in Brasile, viene esonerato il 14 ottobre ad appena otto mesi dal mondiale a seguito di due pesanti sconfitte, entrambe per 6-0, nelle sfide amichevoli contro Brasile e Francia.
È stato il CT della nazionale australiana per tre anni e mezzo, da agosto 2010 ad ottobre 2013.

## Palmarès

### Club

#### Competizioni internazionali
- AFC Champions League: 1

Urawa Reds: 2007

### Nazionale
- Gold Cup: 1

2000